# Cratérope à joues nues
Turdoides gymnogenys
Espèce
Statut de conservation UICN

 LC  : Préoccupation mineure
Le Cratérope à joues nues (Turdoides gymnogenys) est une espèce de passereaux de la famille des Leiothrichidae. Il vit dans les forêts décidues sèches subtropicales et les prairies, savanes et terres arbustives subtropicales.

## Répartition et sous-espèces
Selon la classification de référence du Congrès ornithologique international (15.1, 2025) :
- T. g. gymnogenys (Hartlaub, 1865) — sud-ouest de l'Angola ;
- T. g. kaokensis (Roberts, 1937) — Kaokoveld.